# Sucu Sucu
Sucu Sucu est une chanson composée par Tarateño Rojas en 1959. Cette chanson est le complément de la danse Taquirari du même nom « Sucu Sucu ». La chanson fut rapidement un succès qui, grâce à Alberto Cortez, traversa les frontières argentines et boliviennes pour être reprise par de multiples artistes et groupes dans des langues et versions différentes.

## Différentes versions

### Tchécoslovaque
- Sláva Kunst Se Svým Orchestrem - Sucu Sucu

### Danois
- John Hatting – Sucu Sucu
- Nina & Frederik - Sucu Sucu
- Posten Fra Ranum - Sucu Sucu

### Anglais
- Harry Stoneham - Sucu Sucu (1970)
- The Polka Dots - Sucu sucu (1961)

### Finlandais
- Brita Koivunen - Sucu Sucu (1961)
- Kai Lind - Sucu Sucu (1961)
- Seppo Pirhonen - Sucu Sucu (1961)
- Iskelmälaulaja Arokanto Ja Viihdeorkesteri Tempo - Sucu Sucu (1983)

### Français/arabe
- Bob Azzam - Sucu sucu[3]

### Allemand
- Die Amigos - Sucu Sucu
- Victor Silvester and His Ballroom Orchestra - Sucu Sucu (1967)
- Los Cucarachas - Sucu Sucu (1988)

### Instrumental
- Frits Stein - Sucu sucu
- Laurie Johnson Orchestra - Sucu sucu (De la série TV "Top Secret")
- Joe Loss - Sucu sucu
- Eddie Calvert - Sucu Sucu (1965)
- Sonora Palacio - El sucu sucu
- James Wright and his orchestra - Sucu Sucu
- Tono Quirazco - Sucu sucu
- Poly e Seu Conjunto - Suco Suco (1961)
- [Étienne Verschueren, son accordéon et son ensemble] - Sucu-SUCU (08/1961)

### Italien
- Maja Brunner - Sucu sucu

### Jamaïcain
- The Skatalites - Sucu Sucu (1980)

### Japonais
- The Peanuts - Sucu Sucu

### Norvégien
- Monn Keys - Sucu sucu (1961)
- Banana Airlines - Sucu Sucu (1983)

### Espagnol
- Ping Ping - Sucu sucu (1960)
- Tarateño Rojas - Sucu Sucu (1961)
- Alberto Cortez - Sucu sucu
- Caterina Valente - Sucu sucu
- Belisario Lopez - El sucu sucu
- Los Wawanco - El Baile Del Sucu Sucu
- Los Prendados - Sucu sucu
- Maria Zamora - Sucu sucu
- Los Pepitos - Sucu sucu
- Los Matecoco - Sucu sucu
- Pilar Morales Y Conjunto De Fernando Orteu - Sucu sucu
- Xavier Cugat - Sucu Sucu (1961)
- Trio Guarania - Sucu Sucu (1969)
- Eddy Christiani - Sucu, Sucu

### Suisse
- Hazy Osterwald - Sucu Sucu

### Yougoslave
- Ivo Robić - Suku Suku
- Gabi Novak - Suku, Suku (1961)